# Lidové noviny
Lidové noviny (Le Quotidien du peuple) est un quotidien publié en Tchéquie, fondé en 1893 à Brno. À la suite du coup de Prague communiste, il cesse de paraitre en 1952 et fait l'objet d'une édition en samizdat à partir de 1987. Après la Révolution de velours, il reprend, légalement, sa publication à fin 1989 et comme quotidien au printemps 1990.
Dans les années 1920 et 1930, il est le journal de référence de l’intelligentsia et se targue de la collaboration des plumes de Karel Čapek, Josef Čapek, Eduard Bass, Karel Poláček, Rudolf Těsnohlídek, Ferdinand Peroutka, Jiří Mahen, Jan Drda, Václav Řezáč, et des présidents Tomáš Masaryk ou Edvard Beneš. 
De nos jours, il a un positionnement peu ou prou semblable à celui du Figaro français[réf. nécessaire].
En 2013, la maison d'édition Mafra qui détient Lidové noviny a été rachetée par la société Agrofert dont le propriétaire est l'homme d'affaires et homme politique Andrej Babiš.